# Фарфоровая пагода
Баоэнь (китайский: 报恩, пиньинь: Bàoēn — «воздающий добром»; часто именуется Дабаоэнь — с приставкой «Великий»: 大报恩, Dàbàoēn) — не сохранившаяся до наших дней буддийская пагода в Нанкине. Храм строился с 1412 по 1422, когда Нанкин был столицей китайской династии Мин, силами более 100 тысяч солдат и рабочих под прямым указанием императора Чжу Ди. Во времена династии Мин он был одним из трёх знаменитых храмов города, наряду с Тяньцзе и Лингу.

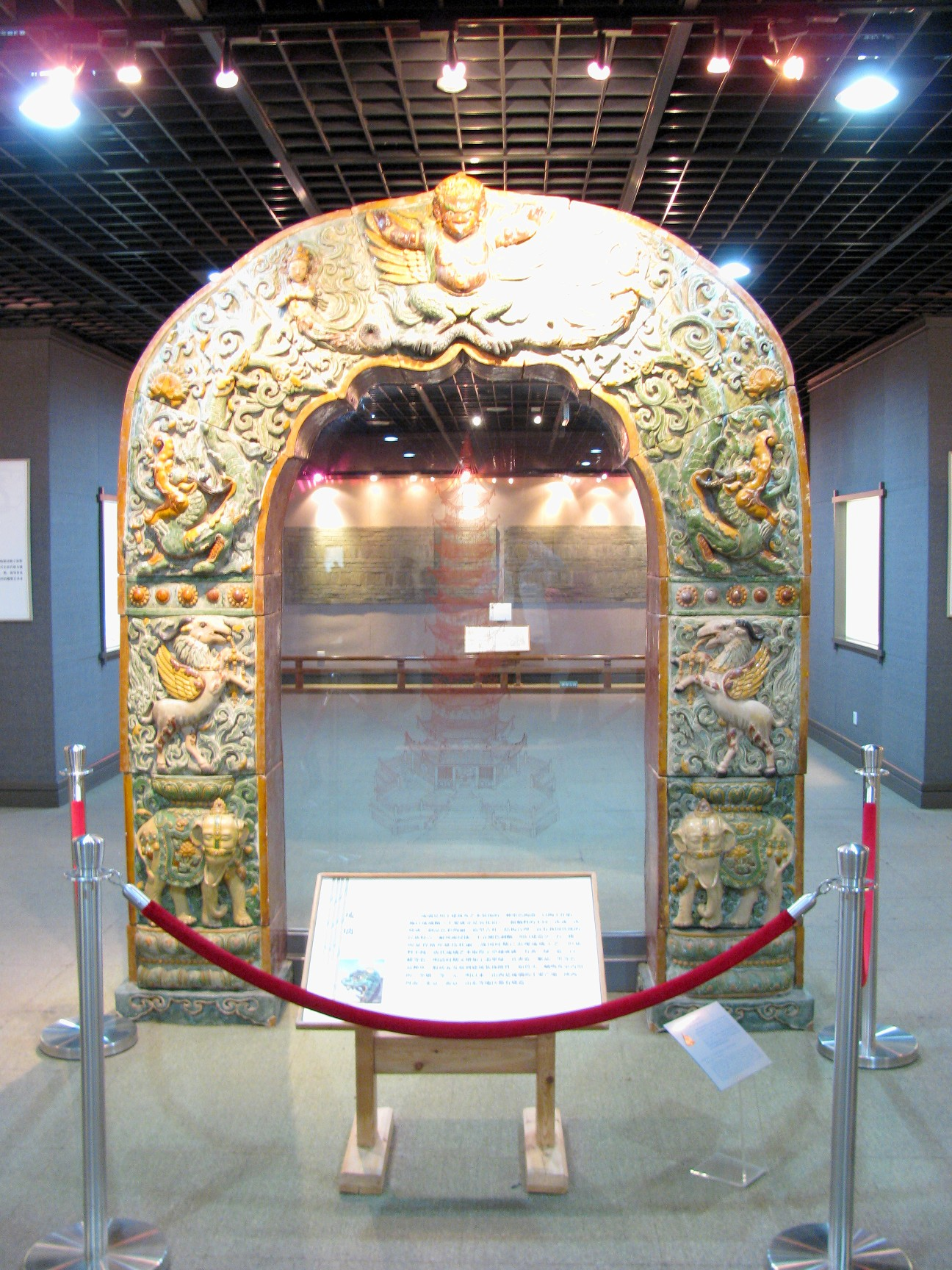
Деталь пагоды, в Нанкинском музее

Восьмигранная 78-метровая пагода храма — так называемая Фарфоровая башня — в течение нескольких столетий являлась архитектурной доминантой Нанкина. Была сложена по проекту императора Юнлэ из белого «фарфорового» кирпича. Европейские путешественники описывали башню как одно из главных чудес Китая. В 1801 г. ударом молнии были уничтожены три верхних яруса, но вскоре башня была восстановлена. В 1856 г. сооружение было снесено тайпинами, стремившимися не допустить его использования врагом в качестве наблюдательного пункта.

## Современная реконструкция

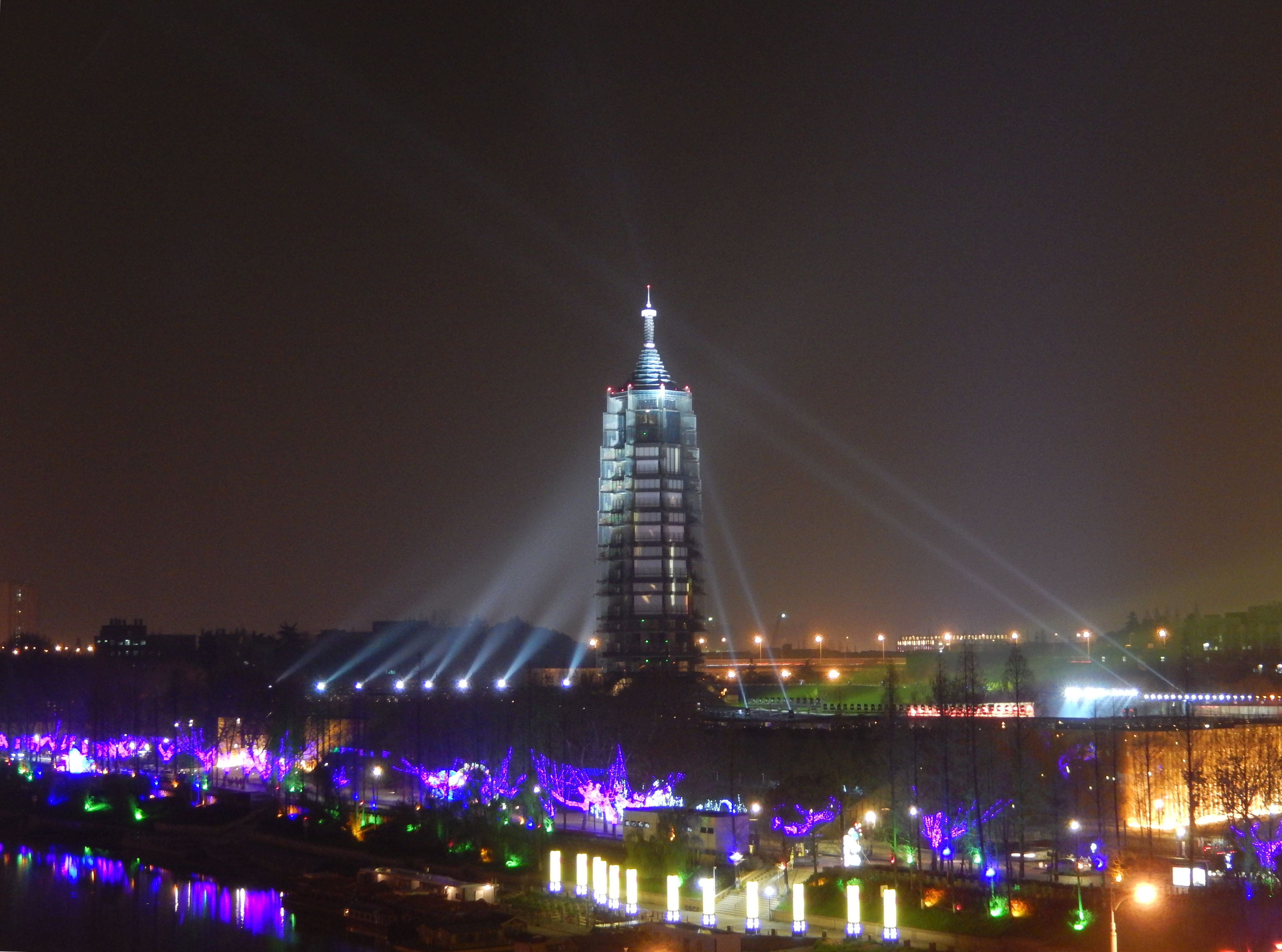
Восстановленная Фарфоровая башня

В 2010 году китайский предприниматель Ван Цзяньлинь пожертвовал городу Нанкину один миллиард юаней на воссоздание Фарфоровой пагоды. Это пожертвование до сих пор является самым большим, когда-либо сделанным в Китае. В 2015 году строительство современной Фарфоровой башни было завершено, башня доступна для публичного обозрения.